# العلاقات المصرية الأوكرانية
العلاقات المصرية الأوكرانية، هي العلاقات الخارجية الثانية بين كل من جمهورية مصر العربية وأوكرانيا. أنشئت علاقات دبلوماسية بين البلدين عام 1992 منذ استقلال أوكرانيا عن الإتحاد السوفيتي. ومنذ عام 1993، أصبح لدى مصر سفارة في العاصمة الأوكرانية كييف، وكذلك أصبح لدى أوكرانيا سفارة في العاصمة المصرية القاهرة وقنصلية فخرية في الإسكندرية.